# 1955年イギリス総選挙

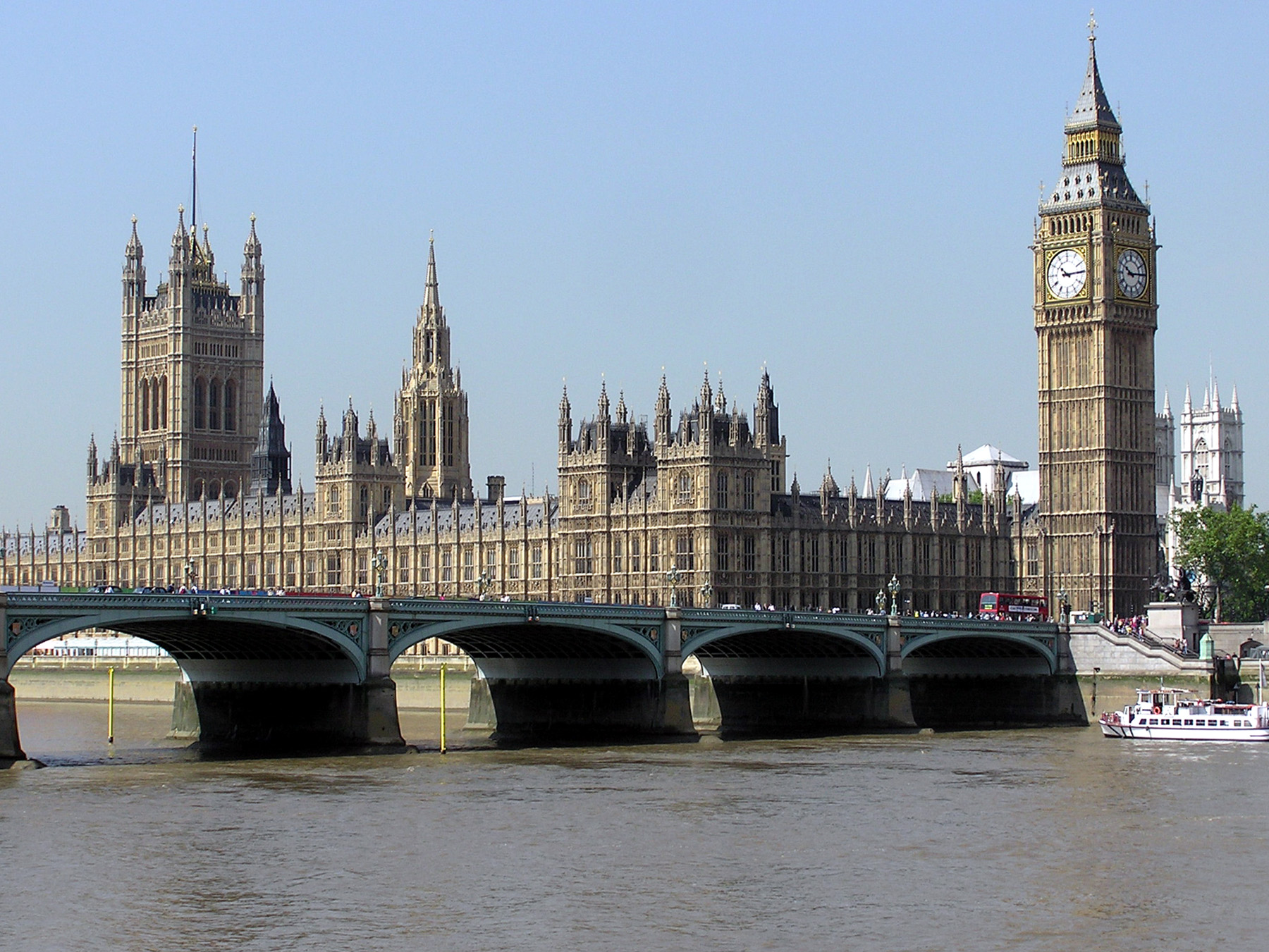
英国議会議事堂

1955年イギリス総選挙（1955ねんイギリスそうせんきょ、英語: United Kingdom general election, 1955）は、1955年5月26日にイギリスで行われた議会（庶民院）議員の総選挙である。

## 選挙データ

### 内閣
- 選挙前：イーデン内閣（第64代）
  - 首相：アンソニー・イーデン（保守党党首）
  - 与党：保守党
- 選挙後：イーデン内閣（第64代）
  - 首相：アンソニー・イーデン（保守党党首）
  - 与党：保守党

### 解散日・公示日
- 1955年5月6日

### 投票日
- 1955年5月26日

### 改選数
- 630（5）

### 選挙制度
- 単純小選挙区制

#### 投票方法
秘密投票、単記投票、1票制

#### 選挙権
21歳以上のイギリス国籍を有する男女、および英連邦市民、アイルランド共和国市民で一定の欠格要件（刑務所に服役中など）に該当しない市民で、居住地域の自治体で選挙人登録をした者。

#### 被選挙権
21歳以上のイギリス国籍を有する男女、および英連邦市民、アイルランド共和国市民で一定の欠格要件（刑務所に服役中など）に該当しない市民で、居住地域の自治体で選挙人登録をした者。

#### 有権者数
34,852,179

## 選挙結果
- 投票日：1955年5月26日
- 投票率：76.8％

| 党派         | 党派             | 得票数     | 得票率 (%) | 候補者 | 議席数 |
| ------------ | ---------------- | ---------- | ---------- | ------ | ------ |
| Conservative | 保守党           | 13,310,891 | 49.7       | 624    | 345    |
| Labour       | 労働党           | 12,405,254 | 46.4       | 620    | 277    |
| Liberal      | 自由党           | 722,402    | 2.7        | 110    | 6      |
| SF           | シン・フェイン党 | 152,310    | 0.6        | 12     | 2      |
| 合計         | 合計             | 合計       | 合計       | 合計   | 630    |

有効票数：26,759,729票
- 出典：General Election Results 1885-1979。この表では議席を得た政党のみ記載した。